# Michael Cysouw
Michael Alexander Cysouw (* 18. Juni 1970 in Nimwegen) ist ein niederländischer Linguist.

## Leben
Von 1988 bis 1991 studierte er Mathematik an der Radboud-Universität Nijmegen („Propedeuse“) in Mathematik und von 1991 bis 1994 allgemeine Sprachwissenschaft an der Universität Nijmegen („Doctoraal“) in Allgemeine Sprachwissenschaft. Von 1995 bis 2000 war er wissenschaftlicher Mitarbeiter am Institut für Allgemeine Sprachwissenschaft der Radboud-Universität Nijmegen. Von 2000 bis 2004 war er wissenschaftlicher Mitarbeiter am Zentrum für Allgemeine Sprachwissenschaft. Von 2004 bis 2009 war er Senior Researcher am Lehrstuhl für Linguistik des Max-Planck-Instituts für evolutionäre Anthropologie. Von 2010 bis 2011 war er Forschungsgruppenleiter mit ERC-Starting Grant an der Fakultät für Sprach- und Literaturwissenschaften der LMU München. Seit 2012 ist er ordentlicher Professor für Sprachtypologie am Deutschen Sprachatlas der Philipps-Universität Marburg.